# Miss Perú 1954
El Miss Perú 1954 fue la tercera (3º) edición del certamen de belleza Miss Perú, se realizó el 26 de junio de 1954 en el Teatro Municipal de Lima, Perú. Ese año 17 candidatas compitieron por la corona nacional.
La ganadora al final del evento fue Isabella León Velarde Dancuart, quien representó a Perú en el Miss Universo 1954, siendo la segunda peruana de la historia en clasificar a las semifinales del certamen internacional.

## Resultados
| Posiciones     | Candidata |
| Miss Perú 1954 | - Lima - Isabella León Velarde                                                                                      |
| 1ª Finalista   | - Lima Provincia - Ruth Dedekind                                                                                    |
| 2ª Finalista   | - Tacna - Lucrecia Ruiz                                                                                             |
| Top 7          | - Huánuco - Frances Mulánovich - Callao - Lili Izanórtegui - Apurímac – Sonia Velázquez - San Martín – Grace Becker |

## Premios Especiales
- Mejor Traje Regional - Apurímac - Sonia Velázquez
- Miss Fotogénica - Lima Provincia - Ruth Dedekind
- Miss Simpatía - Huánuco - Frances Mulánovich
- Miss Elegancia - Lima Provincia - Ruth Dedekind

## Candidatas
Las candidatas del Miss Perú 1954 fueron:
| - Apurímac - Sonia Velázquez - Ayacucho - Gloria Yolanda Villa - Cajamarca - Teresa Vigo - Callao - Lili Izanórtegui - Huancavelica - Lucy Cornejo - Huánuco - Frances Mulánovich - Ica - Monique Uribe - Lambayeque - Adelaida Lugo - Lima - Isabella León Velarde | - Lima Provincia - Ruth Dedekind - Loreto - Federica González - Moquegua - Anastasia Estrada - Pasco - Rebecca Velazco - Perú USA - Felicia Averitt - San Martín – Grace Becker - Tacna - Lucrecia Ruiz - Tumbes - Maria Candelaria Ferrer |